# Карл Вианский
Карл Вианский (29 мая 1421, Пеньяфьель, Кастилия и Леон — 23 сентября 1461, Барселона, Арагонская корона) — старший сын и наследник короля Хуана II Арагонского, конфликтовавший с ним за право именоваться королём Наварры (с именем Карла IV).

## Биография

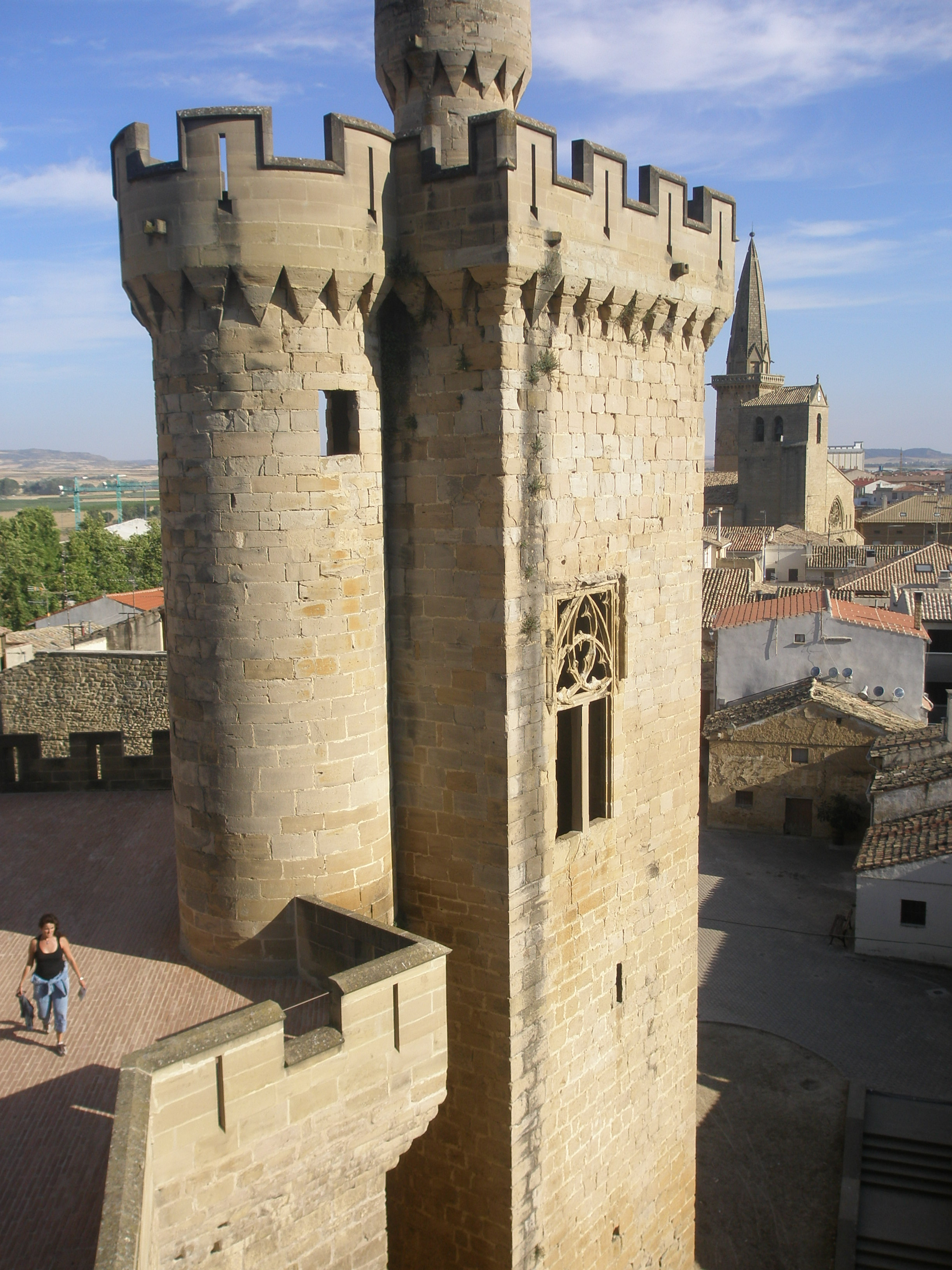
Олитский дворец.

Карл был рождён в замке Пеньяфьель первой женой Хуана Бланкой, и был наречён именем её отца — Карла III, короля Наварры. Он рос в Олитском дворце под пристальным вниманием деда. 11 июня 1422 года Карл был приведён к присяге в качестве наследника короны Наварры без упоминания своего отца, инфанта Хуана. В следующем году он получил титул принца Вианcкого. Образование Карла включало как упражнения в гребле, охоте и верховой езде, так и изучение литературы и искусства управления.
Вот как Хосе Мария Лакарра описывает своё образование:
Его инструкции были разнообразными и всеобъемлющими; он знал французский язык, как это видно из книг в его библиотеке, преимущественно на французском языке; во время его пребывания в Италии некоторые из его писем были написаны на итальянском или каталонском, но его образование было в основном церковным и средневековым; он любил музыку и научился рисовать. (...) Во время своего пребывания в Италии он соприкоснулся с эпохой Возрождения, и если его считать гуманистом, то именно тогда он углубился в познания латинских классиков и даже греков, хотя и не получил знание этого языка. Его коллекция книг и монет находится в традициях эпохи Возрождения.
Его военное образование было джентльменским для своего времени. Он любил охоту и лошадей. (...) Мы также знаем о его любви к диким животным, что уже было традицией во дворце в Олите. (...) Как и его отец и дед, он любил роскошные костюмы, украшения и роскошную мебель. Вскоре начались вечеринки, трапезы и танцы, которые снова оживили залы дворца Олите.

Короче говоря, полученное образование было очень тщательным с моральной и интеллектуальной точек зрения и в меньшей степени с политической точки зрения. Хороший для мирного времени, он не вписывался в среду интриг и политической борьбы, в которой ему предстояло двигаться..!
В 1439 году принц женился на Агнессе Клевской, отец подарил ему герцогство Гандия в королевстве Валенсия. После смерти Бланки в 1441 году отец Карла Хуан II Безверный узурпировал наваррский престол. Он ссылался на положение её завещания о том, что Карл не должен именовать себя королём без согласия отца. В 1447 году Хуан вступил в брак с юной кастильской дамой Хуаной Энрикес, которая не могла поладить с пасынком (по возрасту тот был старше её). Когда через четыре года она решила взять управление Наваррой в свои руки, в стране вспыхнула гражданская война.

### Наследование престола

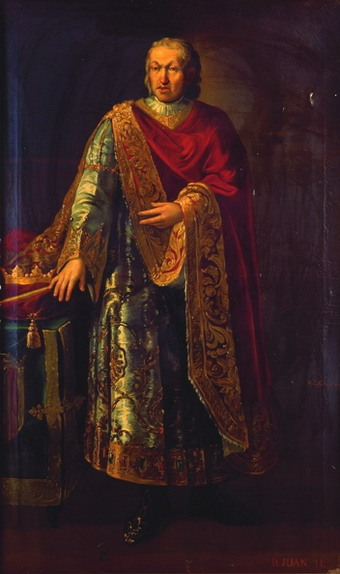
Хуанн II Арагонский всю жизнь выдвигал против своего сына претензии на сохранение наваррской короны.

В мае 1441 года умерла Бланка, что вызвало судебный процесс о престолонаследии между отцом и сыном. Согласно брачному договору 1420 г., права на корону Наварры перейдут после её смерти к сыну, и что, если она умрёт раньше своего мужа, ему как иностранцу следует покинуть Наварру, ибо «подчинение и наследование упомянутого королевства Наварра» было основано только на силе прав его жены. Однако в главах ничего не оговаривалось о том, какую роль будет иметь будущий король-консорт Наварры в случае смерти жены и при наличие совершеннолетних детей. В завещании доньи Бланки, подписанном в Памплоне за два года до её смерти, она фактически завещала корону Наварры своему сыну Карлу Вианскому, но в него она внесла пункт, который станет предметом спора между отцом и сыном. В нём говорилось: «И хотя упомянутый принц, наш дорогой и возлюбленный сын, может после нашей смерти по наследству и признанному праву титуловать себя и именоваться королём Наваррским и герцогом Немурским, тем не менее для сохранения чести, причитающаяся его отцу королю, мы умоляем вас с величайшей нежностью, какую только можем, не желать брать эти титулы без согласия и благословения упомянутого отца». Бланка I думала, что этим она обеспечит мир между сыном и отцом, но в конце концов это привело только к непримиримой ненависти, так как ни один из них не хотел отказываться от прав на корону Наварры.
Согласно пункту завещания доньи Бланки, дон Хуан не отказался от титула короля Наварры, но назначил Карла Вианского генерал-лейтенантом королевства в то время, когда сам он был вовлечён в кастильскую гражданскую войну 1437—1445 гг.. Встреча между отцом и сыном состоялась в ноябре 1441 года в Санто-Доминго-де-ла-Кальсада. Однако, как указал Жауме Висенс Вивес, «конституционная проблема осталась нерешённой, поскольку князь Вианский, будучи истинным монархом, владевшим королевством, вряд ли мог подчиняться власти Хуана Арагонского». В этом смысле показателен тот факт, что, получив доверенности от своего отца в декабре 1441 г., Карл ясно дал понять, что он сделал это без ущерба для своих суверенных прав на корону — у него была составлена запись «что письмо от его светлости казалось наносящим ущерб праву собственности на королевство, которое он имел в качестве правителя, и что он не собирался использовать ни это положение, ни какую-либо власть, исходящую от короля, но его собственной силой и властью, которую Бог и природа, его право наследования и происхождения дали ему и сохранили в королевстве», добавив далее, «что все, что он делал, было из уважения к личности короля, его отца, и не потому, что он признавал какие-либо его права на королевство». Таким образом, в то время как дон Хуан продолжал участвовать в кастильской войне, управление Наваррой осуществлялось принцем без какого-либо вмешательства со стороны его отца. Ситуация изменилась с окончанием войны и полным поражением Хуана, но, прежде всего, после его свадьбы с Хуаной Энрикес в 1447 г. и возвращением в Наварру.
Судебный процесс о наследовании запутался из-за соперничества между Бомонтцами и Аграмонтами. Фактическим наставником и главным советником Карла Вианского был великий приор ордена Святого Иоанна Иерусалимского в Наварре Хуан де Бомон, которого с его родными тот щедро одаривал деньгами и имуществом, особенно лидера клана Луиса де Бомона. Сам великий приор «получил власть над городом Корелла в районе Льяно». Все это не раз наносило ущерб интересам Аграмонтов, которые встали на сторону Хуана.
Конфликт обострился, когда 1 января 1450 г. Хуан поселился со своим двором в Олите и стал королём Наварры, призвав на ответственные посты доверенных лиц, многие из которых были членами семьи Аграмнтов, и отменив сделанные Карлом Вианским уступки Бомонам. Растущим их недовольством воспользовались Хуан II Кастильский и его фаворит Альваро де Луна. В июле кастильский король сосредоточил армию на границе с Наваррой, а Карл Вианский с лидерами бомонтцев укрылись в Сан-Себастьяне, за пределами королевства. Хотя между двумя сторонами было несколько военных столкновений, конфликт был на мгновение разрешён с примирением между отцом и сыном в мае 1451 года.
Но в то время, по словам Жауме Висенса Вивеса, «Карл Вианский был не более чем куклой в правильных руках Альваро де Луна», и в августе 1451 года кастильцы предприняли крупное наступление на королевство Наварра, взяв приграничный замок Бурадон, и осадили город Эстелла. Кастильские войска в конце концов отступили после того, как в Эстелле в декабре 1451 г. был заключён союз с Карлом Вианским против Хуана, который двинулся в Сарагосу в поисках подкрепления, с которым можно было противостоять кастильскому вторжению. Подписав договор в Эстелле, Карл присоединился к злейшим врагам отца, так что новое примирение стало невозможным.

### Гражданская война
Столкновение между двумя сторонами произошло 23 октября 1451 года в битве при Айбаре, в которой Карл и граф Лерин Луис де Бомон попали в плен. Карл был заключён в крепость в Арагоне, где подписал соглашение с отцом в Сарагосе 24 мая 1453 года. В нём они согласились разделить власть в королевстве Наварра. Однако, как только его свобода была восстановлена, Карлос де Виана нарушил соглашение и вернулся к союзу с Бомонтесами, чтобы попытаться захватить корону. Затем вмешалась королева Мария Арагонская, которая после встречи со своим братом королем Наварры Хуаном II в Вальядолиде сумела 7 декабря подписать годичное перемирие между коронами Кастилии, Арагона и Королевства Наварра. и между Доном Хуаном и Карлос де Виана (Конкордия де Вальядолид). Однако этот 1454 год перемирия, во время которого умер король Кастилии Хуан II, унаследовавший престол принца Астурийского под именем Энрике IV, не был использован для достижения примирения между Карлосом де Вианой и его отцом..
Когда перемирие, установленное в Вальядолидском соглашении, закончилось, фракция Бомонта вернулась к войне и 27 марта 1455 года напала на Сан-Хуан-де-Пье-де-Пуэрто. 4 августа произошла новая битва — битва при Торральбе — между Аграмонтом и Бомонтесом. Эти действия истощили терпение дона Хуана, который принял решение огромной важности: лишить Карлоса де Виана и его сестру Донью Бланку, поддерживавшую его, их прав на корону Наварры, чтобы уступить их своей третьей дочери Леонор. , замужем за Гастоном IV де Фуа. Акт состоялся 3 декабря 1455 года в Барселоне — в то время Дон Жуан также был лейтенантом Княжества Каталония по назначению своего брата короля Альфонсо Великодушного, который все ещё находился в Неаполе —. Историк Хауме Висенс Вивес признает, что «дон Хуан де Арагон не обладал удовлетворительными титулами, чтобы нарушать завещание доньи Бланки, королевы-владелицы Наварры», но оправдывает своё отношение «фактом неоднократного нарушения слова, данного принцем де Арагонским». Виана; но даже в этом случае ненависть и гнев — плохие советчики".
Ответом Бомонта было продолжение защиты прав Карла Вианского на корону Наварры, но Аграмонты получили подкрепление от графа Фуа Гастона IV, сыгравшее решающее значение. Неспособность бомонцев взять Туделу убедила Карла в том, что лучший способ отстоять свои права — это покинуть Наварру и искать поддержки у короля Франции Карла VII и, прежде всего, у своего дяди и короля Арагона Альфонсо V, чей двор был в Неаполе. Несмотря на отъезд в мае 1456 г., бомонтцы продолжали сражаться за дело Карла Вианского и 16 марта 1457 провозгласили его королём Наварры. Но влияние этого шага значительно ослабло, когда кастильцы его не поддержали. Новый король Энрике IV придерживался Вальядолидского соглашения и поддерживал мир с Хуаном.
Побывав при дворе короля Франции и не заручившись там поддержкой своего дела, 20 марта 1457 г. Карл Вианский прибыл в Неаполь. Там 30 июня он принял арбитраж Великодушного Решения своего конфликта с отцом и арагонским королем, после чего послал в Наварру магистра Ордена Монтесы Луиса Деспуигу, чтобы его брат Дон Хуан также принял участие в мероприятии в качестве посредника. Посольство имело успех, удалось не только добиться от дона Хуана признания Великодушного арбитража, но и подписать шестимесячное перемирие между Аграмонтами и Бомонцами в марте 1458 г. в дополнение к отмене провозглашения Карла Вианского королём Наварры. Он также заставил дона Хуана остановить начатый против сына судебный процесс в ожидании решения Великодушного арбитража, которое так и не появилось из-за смерти Альфонсо в июне 1458 г. Как указывал историк Карме Батлье, «при гуманистическом дворе Альфонсо, Карл Вианский благодаря своему образованию и способностям поэта и историка находился в своём окружении, и его дядя также поддержал его назначение первенцем и наследником. Тем временем гражданская война в Наварре продолжалась…».
После смерти арагонского короля Карл отправился на Сицилию, куда прибыл 15 июля 1458 года. Там он заручился поддержкой сицилийского парламента, который согласился просить нового короля Арагона Хуана II назначить Карла Вианского своим наследником, а также наместником и генерал-лейтенантом королевства Сицилия с обязательством проживания на острове. Но Хуан II через десять дней после провозглашения королём пожаловал своему второму сыну Фернандо титул герцога Монбланша, который традиционно давался наследнику короны, приказав Карлу вернуться. 23 июля 1459 г. тот отправился в Палермо, откуда приплыл в Майорку 20 августа. Там он дождался ответа Хуана II отправленному на поиски перемирия посольству.

### Примирение, заключение, освобождение и смерть
В декабре 1459 года было достигнуто соглашение о примирении, которое было подписано в Барселоне 26 января 1460 г. В нём Карл обещал вернуть отцу контролируемую своими сторонниками часть Наварры, взамен получив личное помилование и возврат княжества Вианского, хотя ему было запрещено проживать в Наварре — а на Сицилии и в Арагоне «первородство» не признавалось, «которое [в Арагонской короне] было общественной обязанностью, а не естественным правом, вытекающим из первого рождения, хотя раньше одно и другое были связаны» . Однако титул «старшего сына Арагона, Наварры и Сицилии» после смерти короля Альфонсо V носил именно Карл.
Нежелание Хуана II признавать принца своим «первенцем» объяснялось его предпочтением рождённому во втором браке инфанту Фердинанду. Жауме Висенс Вивес отвергает эту причину, по его мнению нет никаких документальных доказательств этого, и связывает её с политической проблемой, а не с семейным делом. Признание его первенцем означало наделение «полностью управленческими функциями лица, чьё умственное состояние не соответствовало государю — по каким-либо духовным и политическим причинам — было настолько очевидным, что всякая совместная работа была невозможна». Кроме того, нужно учитывать отсутствие законных потомков мужского пола у Карла, которому вот-вот должно было исполниться сорок лет. Со своей стороны, Карме Батлле называет три возможные причины: «это могло быть из-за страха потерять власть, из-за того, что он не доверял своему сыну и, возможно, из-за того, что обдумывал идею завещать Арагонскую корону инфанту Фердинанду».
В конце марта 1460 года Карл покинул Майорку в направлении княжества Каталония и 31 числа триумфально въехал в Барселону. В нём использовалась формула first fill nat («перворождённый сын»), чтобы не вдаваться в вопрос о первородстве. 14 мая отец и сын встретились в Игуаладе — во время встречи Хуан II сказал сыну: «Если ты сделаешь меня хорошим сыном, я сделаю тебя хорошим отцом» — и на следующий день они совершили совместный въезд в Барселону в сопровождении королевы Хуаны Энрикес, 8-летнего инфанта Фердинанда и внебрачных детей в лице недавно назначенного архиепископом Сарагосы Хуана и дона Альфонсо. Однако примирение было лишь поверхностным, поскольку Карл из-за не признания его первородства (фактически, Хуан II запретил использование титула «первенец» по отношению к нему и отклонил просьбу Арагонских кортесов. признать его и таким образом добиться «сведения их королевств ко всеобщему миру»)  вступил в контакт с королём Кастилии Энрике IV, чтобы заключить союз через брак с его 9-летней сестрой — инфантой Изабеллой.

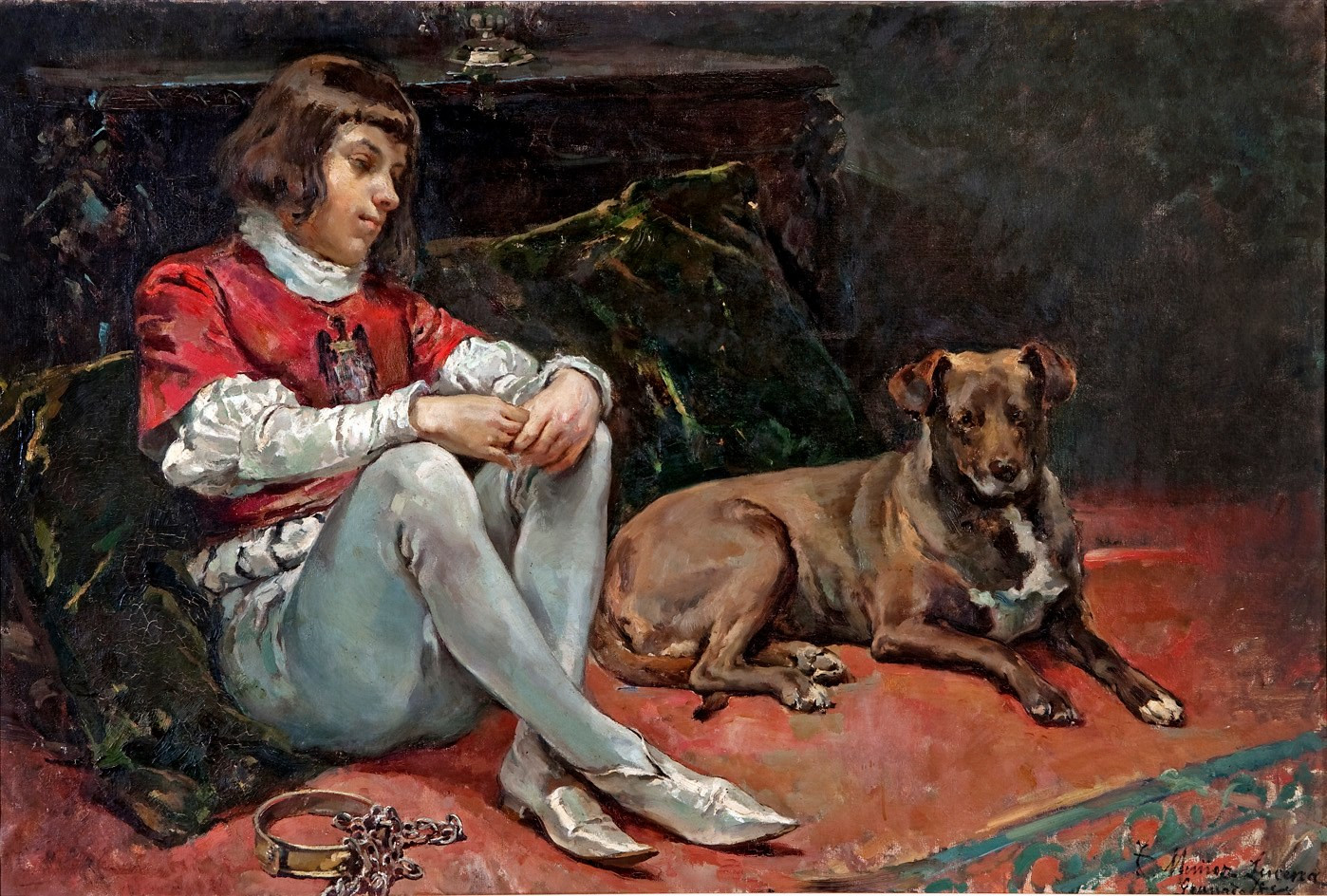
Заключение принца Вианского (1888) Томас Муньос Лусена (Музей изящных искусств Кордовы)

В сентябре 1460 года Хуан II созвал каталонский суд в Лериде и попросил своего сына Карла встретиться здесь, чтобы завершить его свадьбу с принцессой Португалии Каталиной и, таким образом, избежать брака дона Карлоса с кастильской инфантой, о котором король Хуан II узнал благодаря посланнику кастильских магнатов, выступавших против Энрике IV. Этот посланник также передал ему опасения тестя Хуана II, адмирала Кастилии, что князь Вианы по соглашению с кастильским королём хочет отнять арагонскую корону. Во время поездки из Барселоны Карл встретил нескольких эмиссаров короля Энрике IV, которые сообщили ему о своём соглашении о предполагаемом союзе против Хуана II Арагонского, основанном на его женитьбе на инфанте Изабелле, чего кастильский король хотел «более чем что-либо в жизни», и предупредив её, что её отец никогда не согласится на брак, «потому что он больше хотел этого для инфанте [Фернандо], своего сына». При этом члены его окружения уверяли его, что отец хотел отобрать у него королевство Наварра, чтобы передать его сводному брату, даже что он пытался его отравить и что лучшим вариантом было бы отправиться в Кастилию, чтобы начать войну оттуда и добиться признания своих прав на наваррскую и арагонскую короны.
Контакты с эмиссарами кастильского короля и то, что говорилось в окружении Карлоса де Вианы, стало известно королю Хуану II. Хотя поначалу он отказывался верить тому, что говорили ему его шпионы, в конце концов он принял решительное решение: отдать приказ об аресте Карлоса де Виана, который состоялся в Лериде 2 декабря 1460 года. Его главный советник, великий приор Наварры. В решении, которое Жауме Висенс Вивес описывает как «значительную неуклюжесть», решающую роль сыграла королева Хуана Энрикес, которая, умоляя его остановить его, показала королю два предполагаемых компрометирующих письма от дона Карлоса, которые Хуан II не мог проверить, действительно ли они были правдой. ., его, потому что в то время он был почти полностью слепым ―ему было 62 года, и он страдал катарактой, которую годы спустя вылечил еврейский хирург ―.

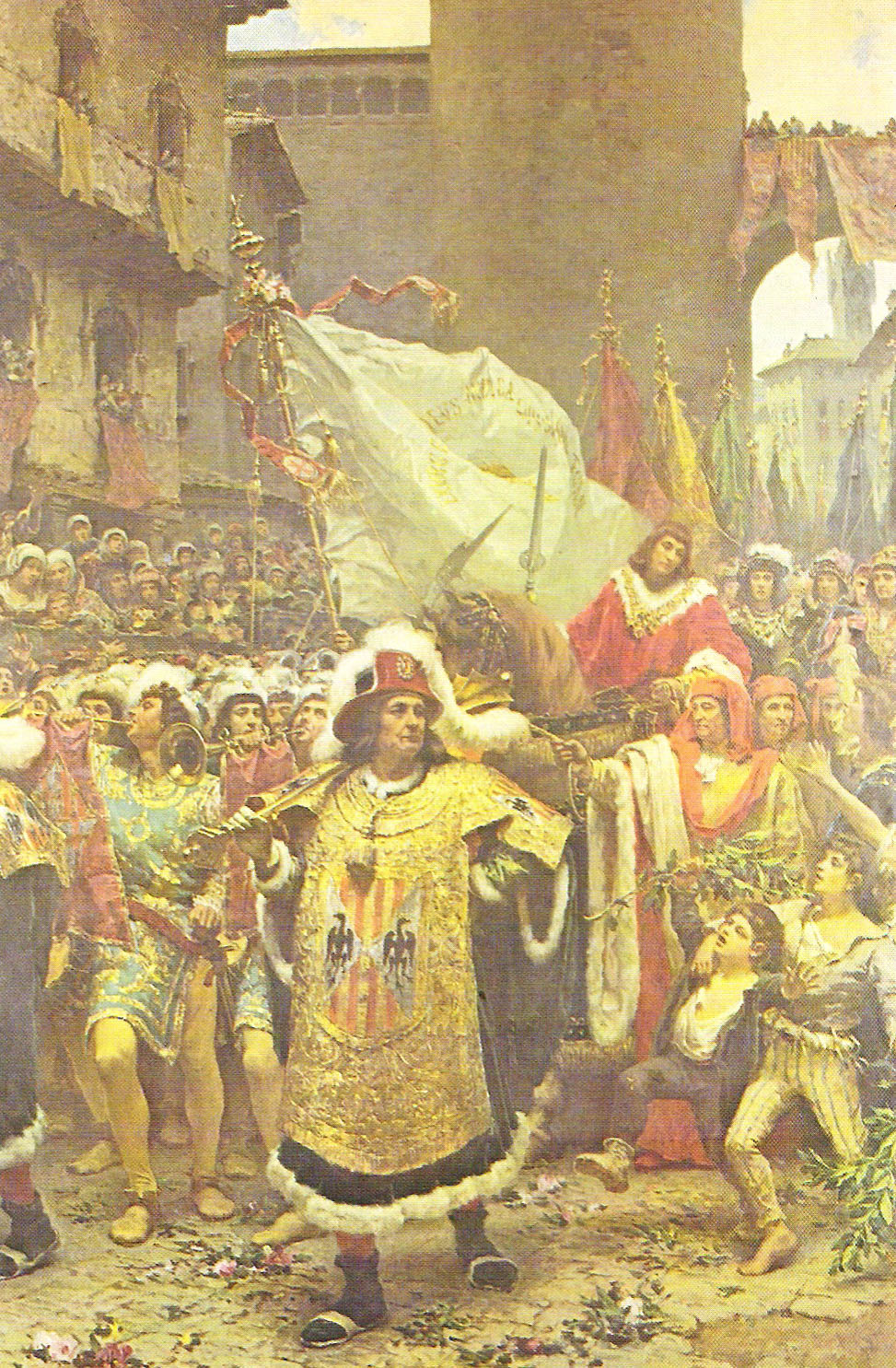
Въезд князя Вианского в Барселону. Рамон Тускетс, 1885 г.

Арест Карлоса де Виана спровоцировал гражданскую войну в Наварре, а также вызвал восстание в Каталонии 1460—1461 годов, пролог к каталонской гражданской войне 1462—1472 годов и неприятие большинства европейских судов. Однако его освобождение 25 февраля 1461 года и его триумфальное возвращение в Барселону 12 марта, где его приняли «не как человека, а как символ» ―, не предотвратили новое восстание Бомонта, сопровождавшееся угроза кастильской армии из Ла-Риохи, которая вынудила короля Арагона Хуана II переехать из Сарагосы в Сангуэсу, чтобы противостоять ему, в то время как его жена Хуана Энрикес заключила соглашение с повстанческими каталонскими институтами, что привело к подписанию в июне Капитуляция Вилафранки. В это соглашение Карлосу де Виана удалось внести главу, касающуюся Наварры, согласно которой замки этого королевства перешли бы под управление каталонских дворян, араго Несес и валенсийцы, требование, которое было невозможно выполнить, поскольку гражданская война в Наварре продолжалась.
24 июня в силу соглашения о капитуляции Вилафранки и всего через три дня после его подписания в соборе Барселоны было отпраздновано торжественное провозглашение Карла Вианского генерал-лейтенантом Каталонии, а 31 июля было признано его первородство. Однако через два месяца, 23 сентября, он умирает в Барселоне.
В течение трех месяцев, которые он проработал лейтенантом, как отметил Агустин Рубио Вела, «его эффективная политическая власть оставалась весьма ограниченной». В ходе переговоров в Вильяфранке он был отстранен каталонскими лидерами, что свидетельствует о том, что, несмотря на видимость единства, его интересы не полностью совпадали с их интересами… Зурита отметил, что «большое недоверие со стороны главных баронов Каталонии» было одной из причин, которые огорчили его в последнее время, когда его болезнь усугублялась. Это нашло отражение и в финансовом плане, поскольку «экономические трудности, которые [принц] испытывал в течение многих лет, отнюдь не исчезли, а усилились, поскольку он столкнулся с систематическим отказом каталонских учреждений в его просьбах о деньгах».

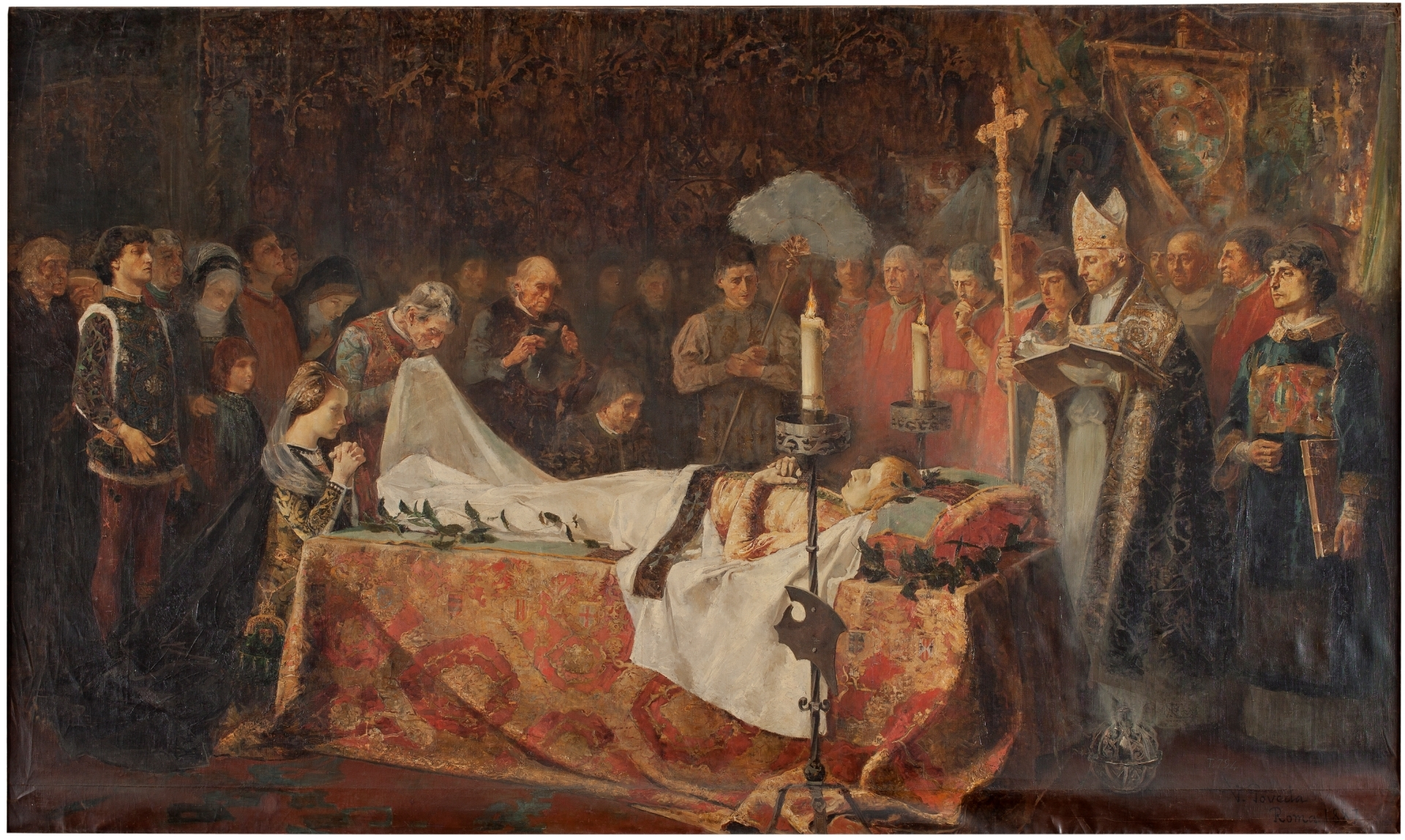
Смерть принца Вианского (1887) Висенте Поведа и Хуан.

Что касается смерти, существовала версия, что Карла отравила ядом его мачеха королева Хуана Энрикес. Но это обвинение, по словам Хосе Марии Лакарры, «необоснованно». А что касается его отца, то «он также свободен от всяких подозрений»:. «Реальность такова, — заключает Лакарра, — что здоровье принца, всегда неустойчивое, пострадало во время его пребывания в Италии; Он покинул Майорку, потому что воздух был нехорош для него; тюрьмы и эмоции последних нескольких месяцев ослабили его тело… Его смерть следует отнести к прогрессирующему процессу туберкулёза, как показало вскрытие».
Известие о смерти вызвало в Барселоне глубокий переполох, превратив его в миф, наделённый чудотворной силой, по народному выражению ―"святого Карла Каталонского". Это можно увидеть тому, как заместители генерала, по словам нотариуса Бартомеу Селлента, выражали свою скорбь по поводу смерти «первенца»:
О, как много славы для господина короля иметь такого сына на земле, а теперь и на небесах! О, блаженная Каталония, которая была достойна, по милости и божественной доброте, того, что жил среди каталонцев и оставил свое тело среди них такому господину! О, безмерное ликование тех, кто с добрыми и праведными намерениями служил упомянутому первенцу Господа, чьи заслуги и молитвы принесут его преданным, как несомненно считается, божественную благодать и благословение в этом мире и вечную славу в другом!
В своём завещании передал 36 тыс. флоринов своим незаконнорождённым детям Ане, Фелипе и Хуану Альфонсо, оставив королевство Наварра согласно завещанию своей сестре Бланке.

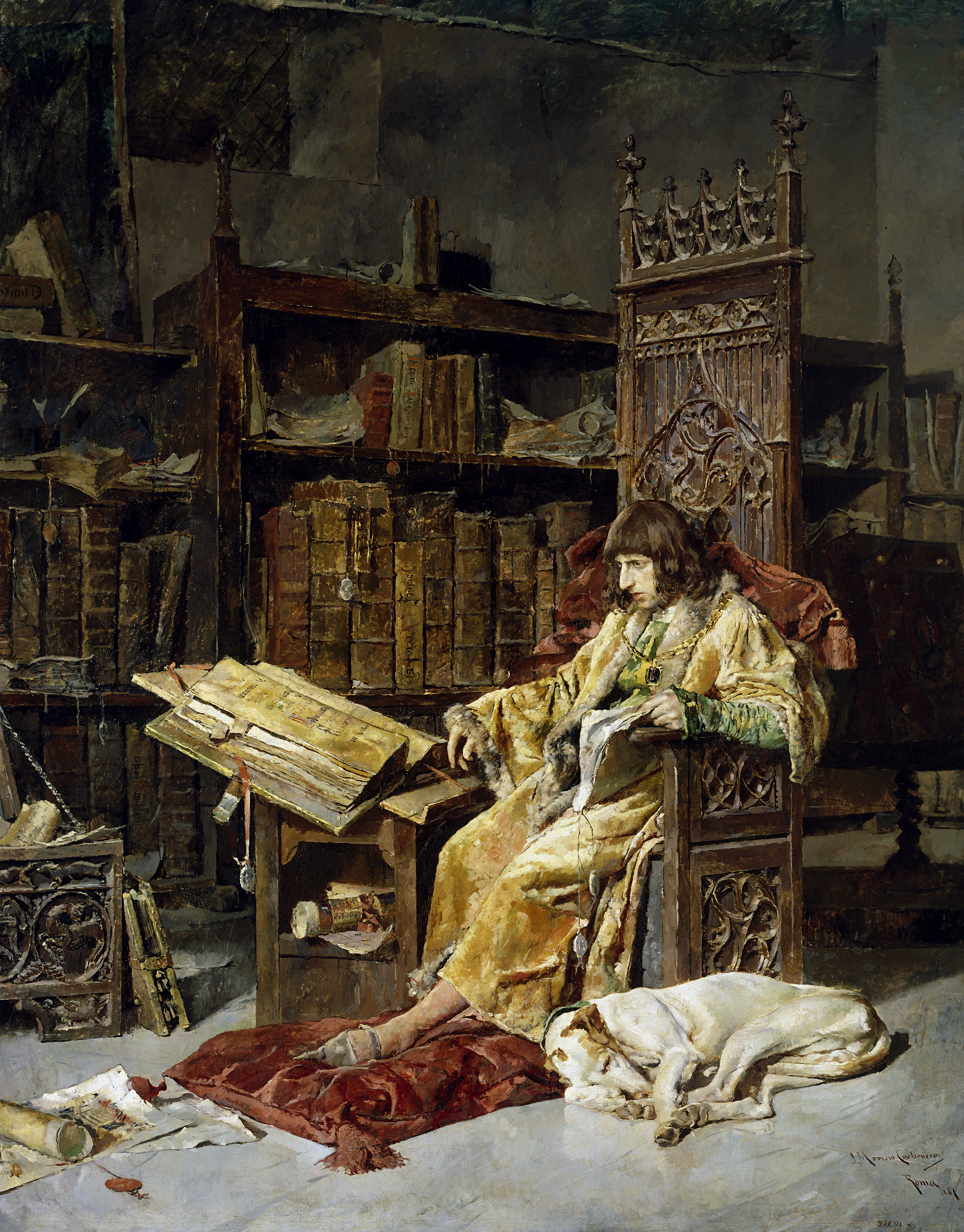
Принц Дон Карлос де Виана, por Хосе Морено Карбонеро (1881), Прадо.

## Влияние
Как указывает французский историк Жорж Дедевиз Дю Дезер, Карл Вианский сосредоточился больше на чтении прозы и речей таких философов, как Аристотель, Сенека, Эзоп, писем Цицерона и т. как Гомер, Вергилий и другие классические поэты. Благодаря сохранившейся описи имущества известно, что в его библиотеке находилось выдающееся собрание философских сочинений, включавшее несколько экземпляров «Этики» Аристотеля, комментарии к указанному тексту и множество сочинений по богословию (несколько полных Библий, копии Нового Завета на греческом языке и греческий алфавит). В его библиотеке также были произведения как классические, так и средневековые, на классической и на вульгарной латыни. Среди них рыцарские романы (Del sant greal, Tristany de Leonis, Ogier le Danois) и классические произведения (речи Демосфена, Об обязанностях и О пределах добра и зла Цицерона, Epistolae de rebus familiaribus et variae Петрарки, Нравственные письма к Луцилию и трагедии Сенеки, Epistole Falaridis et Cratis, Записки о Галльской войне Гая Юлия Цезаря, Эпитомы Тита Ливия и Публия Корнелия Тацита, Корнелий Тацит и др.). Многие из этих произведений повлияли на литературное творчество принца и его самого.
Его перевод «Этики» Аристотеля основан на латинском переводе Леонардо Бруни. Не случайно он выбрал за основу версию Бруни, поскольку она наиболее соответствовала предпосылкам ренессансного гуманизма из-за её культурного аспекта В глоссах, которые включил Карл, показано влияние Святого Фомы и других средневековых текстов. Принц также цитирует этот перевод в своей «Хронике королей Наварры», чтобы оправдать свою политическую позицию в пользу истины:

Но если мы посмотрим, до какой степени наша справедливость и истина ограничивают нас в защите и поддержке тех, то одной этой причины было бы достаточно для нас, чтобы следовать нашему теперешнему писанию, приближаясь к этому определению аристотелевского писания в первой книге. Этики на спор Платона с его thio и Сократом, которого Платон должен чтить за его долг, и сказал так: «Nam cum ambo sint amici Sanctium est honori veritatem prefferre», что означает, хотя оба мои друзья, но Святой правда в том, чтобы предпочесть честь, и это первая причина, которая движет нами.
Он не только цитирует Аристотеля через Бруни, но также использует язык латинского перевода добродетелей и пороков, чтобы изложить свои аргументы как за, так и против продолжения Хроники до своего времени, факт, который показывает знакомство князя с Этика до 1455 г., даты последней редакции Хроники.
В 1452 году сторонники принца Вианского во главе с графом Леринским признали своё поражение, а сам принц попал в плен. Пообещав отцу не использовать при его жизни королевский титул, Карл был выпущен на свободу, после чего перебрался во владения своего дяди, неаполитанского короля Альфонса V. Поселился в Мессине, где перевёл «Этику» Аристотеля и занялся сочинением хроники королей Наварры. После смерти Альфонса принц отверг предложение воцариться в Неаполе и вернулся в Арагон.
Для Хуаны Энрикес и её партии принц Вианский был единственным препятствием, отделявшим её сына Фердинанда от наследования престола. По возвращении в Арагон (1460 год) принц был взят под стражу, что спровоцировало беспорядки в Каталонии (февраль 1461 года). В июне Хуан Безверный был вынужден пойти на уступки восставшим и признал Карла своим законным наследником, а также назначил его наместником Барселоны.
После очередного примирения с отцом 40-летний принц занялся поиском невесты. Его первый брак с Агнессой Клевской (племянницей Филиппа Доброго) был бездетным. В жёны Карлу прочили Изабеллу Кастильскую и Екатерину Португальскую.
В сентябре 1461 года он внезапно скончался (как были убеждены его сторонники, отравлен по приказу Хуаны Энрикес). Наследником арагонского престола был объявлен её сын Фердинанд, наваррскую же корону унаследовала сестра Бланка.
От связей с Бриандой де Вака и другими метрессами у Карла Вианского было трое бастардов. Из них один — Хуан Альфонсо (1459—1529) — стал епископом Уэски, другой — Филипп (1456—1488) — занял архиепископскую кафедру в Палермо, а дочь Анна (ум. 1477) была выдана замуж за графа Медина-Сели.